# Parco nazionale di Leivonmäki
Il parco nazionale di Leivonmäki (in finlandese: Leivonmäen kansallispuisto) è un parco nazionale della Finlandia, nella provincia della Finlandia occidentale. È stato istituito nel 2003 e occupa una superficie di 30 km².